# 川崎七三郎
川崎 七三郎（かわさき しちさぶろう、1920年10月5日 - 1995年11月29日）は、日本の経営者。日本火災海上保険社長、会長を務めた。東京都出身。

## 経歴
1942年に慶應義塾大学経済学部を卒業し、1946年に日本火災海上保険に入社。。
1969年6月に取締役に就任し、1974年6月に常務、1975年6月に専務を経て、1976年7月には副社長に就任し、1981年7月には社長に昇格。1984年7月に会長に就任し、1989年6月には取締役相談役に就任。
1985年11月に藍綬褒章を受章。。
1995年11月29日呼吸不全のために死去。75歳没。